# 贾福清
贾福清（1957年—），北京密云人，汉族，中华人民共和国政治人物、第十一届全国人民代表大会陕西地区代表。
毕业于河北工学院电器专业，是中共党员。担任国家电网有限公司体制改革办公室主任。2008年起担任全国人大代表。